# Oreophryne brunnea
Oreophryne brunnea ist eine Amphibienart aus der Familie der Engmaulfrösche (Microhylidae) auf Papua-Neuguinea.

## Merkmale
Die Art erreicht eine Kopf-Rumpf-Länge von 16 bis 19 Millimetern. Die Körperoberseite erscheint in verschiedenen Brauntönen, von blassem Rötlichbraun bis Dunkelbraun. Die Bauchseite ist ähnlich gefärbt. Der Kopf ist breit und der Canthus rostralis ist deutlich erkennbar. Die Zügelregion ist etwas vertieft. Das Trommelfell ist deutlich erkennbar, aber viel kleiner als das relativ zu anderen Arten große Auge. Der erste Finger ist kürzer als der zweite, der dritte Finger ist der längste. Zwischen den Fingern gibt es keine Schwimmhäute. Die Haftscheiben der Finger sind sehr groß, breiter als lang und viel größer als die der Zehen. Die Zehen sind durch Schwimmhäute verbunden, die aber nicht weit zwischen die Zehen reichen.

## Vorkommen
Oreophryne brunnea kommt im Südosten von Papua-Neuguinea in den höheren Lagen des Cape Nelson in der Oro Province und des benachbarten Mount-Suckling-Massivs in der Milne Bay Province vor. Die Art bewohnt die Höhenstufe zwischen 820 und 1000 Metern über dem Meeresspiegel auf dem Mount Trafalgar auf Cape Nelson und ist in Höhen von 900 bis 1430 Metern auf dem Sattel zwischen Mount Suckling und Mount Dayman zu finden.

## Gefährdung
Oreophryne brunnea wird vom Erstbeschreiber nicht als gefährdet eingestuft. Zu dieser Einschätzung tragen mehrere Faktoren bei: Ihr Verbreitungsgebiet ist schwer zugänglich. Die Regenwälder, in denen die Art lebt, sind weit entfernt von menschlicher Zivilisation und noch nicht von Landwirtschaft und Tropenholzgewinnung beeinflusst. Dazu tragen auch die meist steilen Hänge des Mount Trafalgar und des Mount Victory bei, die der Population Schutz bieten. Dennoch kann der Klimawandel dazu beitragen, die ökologischen Verhältnisse rasch zu verändern und das Habitat zu stören.